# Milnesium beasleyi
Espèce
Milnesium beasleyi est une espèce de tardigrades de la famille des Milnesiidae. 

## Distribution
Cette espèce est endémique de Turquie.

## Étymologie
Cette espèce est nommée en l'honneur de Clark W. Beasley.

## Publication originale
- Kaczmarek, Jakubowska & Michalczyk, 2012 : Current knowledge on Turkish tardigrades with a description of Milnesium beasleyi sp nov (Eutardigrada: Apochela: Milnesiidae, the granulatum group). Zootaxa, no 3589, p. 49-64.